# John Hartley
John Thorneycroft Hartley (født 9. januar 1849 i Tong, Shropshire, Storbritannien, død 21. august 1935 i Knaresborough, Yorkshire, Storbritannien) var en engelsk tennisspiller, der vandt herresingletitlen i Wimbledon i 1879. Året efter forsvarede han med held sin titel ved at besejre Herbert Lawford med 6–3, 6–2, 2–6, 6–3. I 1881 mistede Hartley titlen, da han på blot 37 minutter tabte til William Renshaw med 0–6, 1–6, 1–6.
Hartley blev gift i 1875 med Alice Margaret Lascelles, som var barnebarn af Henry Lascelles, 3. jarl of Harewood. De fik ingen børn.
Ved Wimbledon-mesterskabernes 50-års jubilæum i 1926 overrakte dronning Mary en sølvmedalje til Hartley samt de øvrige 33 overlevende mestre.